# Хессе, Адольф Фридрих
Адольф Фридрих Хессе (нем. Adolf Friedrich Hesse; 30 августа 1809, Бреслау — 5 августа 1863, там же) — немецкий композитор и органист.

## Биография
Адольф Фридрих Хессе родился 30 августа 1809 в городе Бреслау в семье высококвалифицированного плотника, который в качестве частного увлечения занимался органостроением и стремился дать сыну все возможности для занятий музыкой. Учился у Фридриха Вильгельма Бернера и Эрнста Кёлера в Бреслау, позднее совершенствовался под руководством Христиана Генриха Ринка.
Уже в 1827 году он написал первые произведения для оркестра, в том же году занял должность второго органиста в соборе Святой Елизаветы (при главном органисте Кёлере). В течение последующих двух лет совершил первые гастрольные поездки, в ходе которых, в частности, познакомился с Людвигом Шпором, оказавшим на него значительное влияние.
В 1831 году Хессе стал главным органистом Бернардинского собора, что не помешало ему также гастролировать в Лондоне и Париже (1844, выступление в только что построенном соборе Сент-Эсташ). Органную игру Хессе высоко оценил Роберт Шуман, отметивший, однако, что известный педантизм манеры (нем. schulmeisterliche Anschlage), уместный и выигрышный для органиста, заметно обесценивает игру Хессе на фортепиано. Позднее Хессе также дирижировал симфоническими концертами в опере Бреслау.
Среди его учеников были, в частности, Карл Бергман и Жак Николя Лемменс.
Адольф Фридрих Хессе умер 5 августа 1863 года в родном городе.